# Balkh (provins)
 Der er for få eller ingen kildehenvisninger i denne artikel, hvilket er et problem. Du kan hjælpe ved at angive troværdige kilder til de påstande, som fremføres i artiklen.

Balkh (persisk/pashto بلخ) er en af det 34 provinser i Afghanistan. Den ligger i den nordlige del af landet. Administrationscentret er Mazar-e Sharif.

## Geografi
Balkh  provinsen ligger i det nordlige Afghanistan. Det grænser op til Usbekistan i nord, Tadsjikistan i nordøst, Kunduz-provinsen i øst, Samangan-provinsen i sydøst, Sar-e Pol-provinsen i sydvest og Jowzjan Provins i Vest. Provinsens areal er på 16.840 km2. Næsten halvdelen af provinsen er bjerge eller bjergagtigt terræn (48,7%), mens halvdelen af området (50,2%) består af flade arealer.

## Klima
Balkhs klima er meget varmt om sommeren med en daglig temperatur på over 45 º C i juni, juli og august. Vinteren er rigtig kold med temperaturer på under nul grader. Forår og efteråret er rart med en moderat temperatur. Nedbøren er på 250-300 mm om året.

## Økonomi
Den lokale økonomi er hovedsageligt domineret af landbrug og lammeskindsproduktion (karakul) mens der er en lille procentdel som er beskæftiget med olie og gas . Handelen med Usbekistan via Amu floden er en vigtig del af Balkhs økonomi.

## Demografi & befolkning
Balkh  samlede befolkning er på 1.123.948. De store etniske grupper, der lever i Balkh-provinsen er Tadsjikerne og Pashtunere.Der bor også usbekere, hazaraer, turkmaner og arabere og baluchiske folk i balk-provinsen. Det mest talte sprog er Dari/Persisk(50%), pashtun (27%), turkmensk (11,9%) og usbekisk (10,7%).
Atta Mohammad Noor er er leder i provinsens. Han fik posten i 2002. Han var den afghanske mujahid dengang russerne invaderede Afghanistan.

## Historie
Balkh  har en lang og rig historie:. Navnet er afledt af Bakht som betyder heldig på arabisk/persisk. Efter invasionen af Alexander den Stores græske hær, blev byen Balkh hovedstad i Det Baktriske Rige. Den invaderende arabiske hær kaldte byen for Uhm al-Balad som betyder moderen til alle byer.
Det Bactria–Margiana arkæologiske kompleks (forkortet "BMAC", også kendt som ("Oxus-civilisationen") er den moderne arkæologiske betegnelse for en bronzealderkultur i Centralasien, dateret til ca. 2200-1700 f.Kr. Dette område dækker det gamle Baktrien som i dag ligger i Turkmenistan, det nordlige Afghanistan, det sydlige Usbekistan og det vestlige Tadsjikistan., Disse områder er placeret rundt omkring Amu floden.
Stederne blev opdaget og navngivet af den sovjetiske arkæolog Viktor Sarianidi (født i 1976). Bactria var det græske navn for området med Bactra (i dag Balkh) som ligger i det nordlige Afghanistan. Margiana var det græske navn for Margu (Marv). Marv er en by i Turkmenistan i dag.

## Eksterne links
- Provinsen på afghanistantoday.org Arkiveret 13. september 2015 hos  Wayback Machine

36°42′N 67°07′Ø / 36.7°N 67.12°Ø